# Hořice (district de Pelhřimov)
Pour les articles homonymes, voir Hořice.
Hořice (en allemand : Horschitz) est une commune du district de Pelhřimov, dans la région de Vysočina, en République tchèque. Sa population s'élevait à 207 habitants en 2024.

## Géographie
Hořice se trouve à 5 km à l'ouest-nord-ouest de Humpolec, .à 19 km au nord de Pelhřimov, à 37 km au nord-ouest de Jihlava à 77 km au sud-ouest de Prague.
La commune est limitée par Píšť au nord, par Vojslavice à l'est, par Senožaty et Syrov au sud, et par Dunice à l'ouest.

## Histoire
La première mention écrite de la localité date de 1352.

## Administration
La commune se compose de trois sections :
- Děkančice
- Hořice
- Hroznětice

## Transports
Par la route, Hořice se trouve à 16 km de Humpolec, à 26 km de Pelhřimov, à 47 km de Jihlava à 86 km de Prague. La commune est desservie par l'autoroute D1 (sortie  75 Hořice).